# برخیز (آلبوم سپولترا)
برخیز (به انگلیسی: Arise) چهارمین آلبوم استودیویی گروه سپولترا است که در سال ۱۹۹۱ منتشر شد. برخیز اولین آلبوم سپولترا است که در کشور آمریکا ضبط شده‌است. سپولترا سه آلبوم قبلی را در برزیل ضبط کرده بودند. برخیز که در میان هواداران قدیمی سپولترا محبوبیت ویژه‌ای دارد، در زمان انتشارش از مجله‌های هوی متال مانند راک هارد، کرانگ! و متال فورسز نقدهای مساعدی دریافت کرد.
پس از انتشار پانزده آلبوم استودیویی طی بیش از سه دهه و تغییرات متعدد در ترکیب گروه (تا آنجا که بسیاری معتقدند سپولترا دیگر آن گروه گذشته نیستند) نظرات مختلفی راجع به بهترین و بدترین آثار و اعضای گروه وجود دارد، با این وجود موضوعی که تقریباً همه روی آن توافق دارند این است که برخیز هم از نظر موفقیت تجاری و هم از نظر پیشرفت موسیقایی مهم‌ترین آلبوم گروه است. ترانه‌های «برخیز» و «سلول‌های مردهٔ جنینی» از قطعه‌های شاخص این آلبوم هستند.
تنها یک روز پس از پایان ضبط آلبوم، سپولترا تور جهانی برخیز را آغاز کرد که حدود ۲۲۰ برنامه در ۳۹ کشور طی دو سال را شامل می‌شد. در اجرای رایگان آلبوم در سائوپائولو پلیس محلی انتظار داشت ۱۰۰۰۰ هوادار حضور داشته باشند اما حدود ۴۰۰۰۰ نفر به محل اجرای سپولترا رفتند که در نتیجه وضعیت از کنترل خارج شد و ۶ نفر مجروح، ۱۸ نفر دستگیر و یک هوادار با تبر به قتل رسید.
فهرست آهنگها
| شماره | نام                                     | مدت  |
| ----- | --------------------------------------- | ---- |
| ۱.    | «برخیز» (مکس کاوالرا، سپولترا)          | ۳:۱۸ |
| ۲.    | «سلول‌های مرده جنینی» (کاوالرا، سپولترا) | ۴:۵۲ |
| ۳.    | «گریهٔ مستاصل» (آندریاس کیسر، سپولترا)   | ۶:۴۰ |
| ۴.    | «قتل» (کاوالرا، سپولترا)                | ۳:۲۶ |
| ۵.    | «تفریق» (کیسر، سپولترا)                 | ۴:۴۶ |
| ۶.    | «کشور دگرگون‌شده» (کیسر، سپولترا)        | ۶:۳۴ |
| ۷.    | «تحت محاصره» (کاوالرا، سپولترا)         | ۴:۵۳ |
| ۸.    | «جنبش‌های بی‌معنی» (کیسر، سپولترا)        | ۴:۴۰ |
| ۹.    | «صدای آلوده» (کیسر، سپولترا)            | ۳:۱۸ |